# Westfälischer Anzeiger (Mallinckrodt)

Ausgabe des Rheinisch-Westfälischen Anzeigers von 1824

Der Westfälische Anzeiger (auch Rheinisch-Westphälischer Anzeiger oder Rheinisch-Westfälischer Anzeiger) ist eine historische Zeitung. Die Zeitung wurde ab 1798 von dem westfälischen Schriftsteller und Publizisten Arnold Andreas Friedrich Mallinckrodt in Dortmund herausgegeben.
Vorläufer des Westfälischen Anzeigers war das ab Frühjahr 1796 vierteljährlich erscheinende  „Magazin von und für Dortmund“, welches ein Jahr später in „Magazin für Westfalen“ umbenannt wurde.
Ab 1798 bis 1809 erscheint das Magazin nun zweimal wöchentlich unter dem Titel Westfälischer Anzeiger. Der Untertitel dieser Wochenzeitung lautete

„Vaterländisches Archiv zur möglichst schnellen Verbreitung alles Wissenswürdigen und Nützlichen für Menschenwohl, häusliche und bürgerliche Glückseligkeit in politischer und moralischer Hinsicht.“

Der Westfälische Anzeiger wurde zur ersten bedeutenden Zeitung in Westfalen. In den Jahren des Bestehens waren über 300 Personen, vornehmlich Geistliche, Juristen, Ärzte und Gelehrte als Autoren für die Zeitung tätig. Zu ihnen gehörten zum Beispiel Ludwig von Vincke, Johann Friedrich Möller, Franz von Fürstenberg, Friedrich Benzenberg und der Theologe Johann Heinrich Brockmann. Im Jahre 1805 erreichte der Anzeiger eine Auflage von 1.188 Exemplaren, eine zu dieser Zeit beachtliche Zahl, da einzelne Exemplare häufig von mehreren Personen gelesen wurde. Mallinckrodt schätzte die Leserschaft seiner Zeitung auf etwa 6.000 Menschen.
Die größte Verbreitung fand der Anzeiger im Herzogtum Berg, dorthin wurde etwa ein Drittel aller Exemplare ausgeliefert. Verbreitung fand die Zeitung auch in der Grafschaft Mark, im Herzogtum Kleve, im kölnischen Herzogtum Westfalen, in den Bistümern Münster, Paderborn und Osnabrück, der Grafschaft Ravensberg, im Fürstentum Minden, also in fast allen Teilen Westfalens, und ebenso im Fürstentum Ostfriesland.
Die Zeitung galt als wichtiges Sprachrohr des Liberalismus und setzte sich immer wieder für Gewerbe und Gewerbefreiheit im Sinne von Adam Smith sowie für die Freiheit des Pressewesens und das Recht auf freie Meinungsäußerung ein.
Schon unter napoleonischer Herrschaft unterlag der Westfälische Anzeiger der Zensur. 1809 wurde das Erscheinen des Blattes aufgrund von Differenzen mit dem Präfekten des Herzogtum Berg Freiherr Gisbert von Romberg I. erstmals eingestellt.
Ab 1815 jedoch erschien die Zeitung wieder und nannte sich ab 1817 Rheinisch-Westfälischer Anzeiger.